# Minimasgali (Faafu)
Pour les articles homonymes, voir Minimasgali.
Minimasgali est une petite île inhabitée des Maldives. 

## Géographie
Minimasgali est située dans le centre des Maldives, au Nord-Ouest de l'atoll Nilandhe Nord, dans la subdivision de Faafu. 